# Portes-lès-Valence
Portes-lès-Valence este o comună în departamentul Drôme din sud-estul Franței. În 2009 avea o populație de 9.418 de locuitori.

## Evoluția populației
| An        | 1975  | 1982  | 1990  | 1999  | 2006  | 2009  |
| --------- | ----- | ----- | ----- | ----- | ----- | ----- |
| Populație | 6.834 | 7.337 | 7.818 | 8.090 | 9.172 | 9.418 |